# 不可贪恋
不可贪恋（希伯来语：聖經希伯來語：，羅馬化：Lōʾ taḥmōd）是对十诫（或依编号传统可能为其中两条）的最常见译法之一。 法律学者、犹太学者、天主教神学家及新教学者普遍认为这些诫命具有道德义务的性质。
出埃及记与申命记都记载了十诫由上帝亲口所讲， 并由上帝的指头刻在两块石版上。 摩西摔碎原石版后，上帝重新写下诫命。在第二次书写时，关于“房屋”的贪恋被改写为“渴望”（תתאוה）。
在将此段落视为单一诫命的传统中，完整内容如下：
不可贪恋你邻舍的房屋；也不可贪恋你邻舍的妻子、他的男仆、女仆、牛驴，并他一切所有的。——出埃及记 20:17
《天主教教理》将“不可贪恋”的命令与“爱人如己”的诫命联系起来。 伊本·以斯拉曾质疑：“人怎能不在心中贪恋美物？”他指出，所有诫命的主要目的是端正人心。

## 古代用法
希伯来语中“贪恋”一词为חמד（chamad），可译为“贪恋”、“贪欲”或“强烈欲望”。 《希伯来圣经》中多处警示因贪欲而导致的负面后果。例如，上帝在警戒以色列人不可崇拜迦南的偶像时，也告诫他们不可贪恋偶像上的金银，以免带来可憎之物：
他们神像的雕刻你们要用火焚烧；不可贪恋其上的金银，也不可带回家里，免得你陷入网罗，因为这是你Lord你神所憎恶的。不可把可憎的物带进你家中，免得你也与它一样被毁灭；总要厌恶、憎恶它，因为这是当毁灭之物。——申命记 7:25–26
《约书亚记》中记载了亚干因贪恋耶利哥城毁灭时禁止携带的金银物品而遭神怒的事件，被视为违背圣约的行为。
《箴言》告诫人要守护内心，防止贪欲：“你要保守你心，胜过保守一切，因为一生的果效由心发出。” 先知弥迦则谴责贪恋田产房屋之人，提醒人不可贪恋物质财产。
“贪恋”亦可引申为情欲。《箴言》再次告诫：
你心中不要恋慕她的美色，也不要被她眼目的勾引所迷惑。因为妓女能使人贫穷，淫妇却猎取人宝贵的生命。——箴言 6:25–26

## 犹太教观点
此诫命的核心在于禁止嫉妒。犹太传统认为人被赋予智慧，目的是分辨善恶，甚至在内心的思想上也不例外。 《巴巴·巴特拉》认为，人的目光也能伤害邻人，哪怕贪恋只存于心中，也是一种对邻人的伤害。
亚历山大的斐洛认为贪恋是一种对他人的反叛与图谋。他将“欲望”视为最糟糕的情绪，但指出人拥有掌控欲望的能力。他强调：“放任欲望，终将导致个人、社群乃至国家的纷争和灾难。”

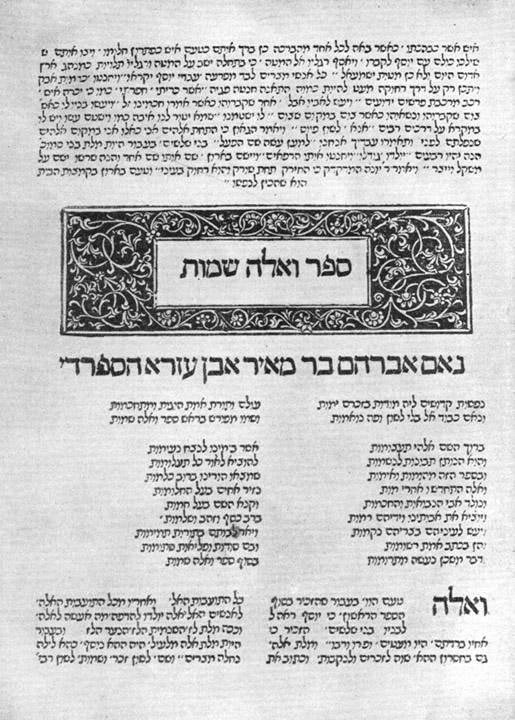
1488年版《出埃及记》与伊本·以斯拉的注释

伊本·以斯拉进一步解释，人可以通过训练自己的内心来克服贪欲：
“当他知道上帝禁止他觊觎邻人的妻子，那她在他眼中便如王妃在农夫眼中那般遥不可及。他因此满足于自己的份，不再让自己的心贪恋不是自己的东西。”
迈蒙尼德将“不可贪恋”视为防范更严重罪行（如偷窃、奸淫和谋杀）的一道防线：
“欲望导致贪恋，贪恋导致偷窃；若物主不愿出售，即便对方出高价，若仍得不到，就可能动用偷窃手段。《弥迦书》写道：‘他们贪恋田地，就夺取它们’。若物主阻止，就可能引发谋杀。从亚哈与拿伯的故事中可知一二。”
亚哈王觊觎拿伯的葡萄园未果，其妻耶洗别遂伪造罪名使拿伯被处死，亚哈夺得葡萄园。上帝因此大怒，并派以利亚先知宣布对亚哈与耶洗别的审判。

## 新约观点
路加福音记载了耶稣对贪恋的警告：“你们要谨慎自守，免去一切的贪心；因为人的生命不在乎家道丰富。” 耶稣还指出，玷污人的罪来自内心未受控制的欲望。 《雅各书》将贪欲视为诱惑与犯罪的内在根源。 雅各进一步指出，贪欲引发争斗，缺乏物质往往源于向神求而不得，或动机不纯：
你们贪恋，却得不着；你们杀害嫉妒，又争战斗殴，也不能得着；你们得不着，是因为你们不求。你们求也得不着，是因为你们妄求，要浪费在你们的宴乐中。你们这些淫乱的人哪，岂不知与世俗为友，就是与神为敌吗？所以凡想要与世俗为友的，就是与神为敌了。——雅各书4:2-4（ESV）
《以弗所书》和《歌罗西书》将贪婪视为一种偶像崇拜，并将其与淫乱和污秽一同列为招致神愤怒的罪行。
至于淫乱、污秽、或是贪婪，在你们中间连提都不可，正如圣徒所当行的。淫词、妄语、戏笑的话都不相宜，总要说感谢的话。因为你们确实知道：无论是淫乱的，是污秽的，是有贪心的（就如拜偶像的一样），在基督和神的国里都是无分的。不要被人虚浮的话欺哄你们，因为这些事神的忿怒必临到那悖逆之子。——以弗所书5:5-6
新约强调“感恩”和“知足”是与贪欲相对的心态。施洗约翰劝告士兵知足于薪资，不要勒索和诬告他人。 《希伯来书》鼓励人不要贪爱钱财，而要以自己所有的为足，信靠神的应许与帮助。 《提摩太前书》则发出经典的警告：
然而，敬虔加上知足的心便是大利了。因为我们没有带什么到世上来，也不能带什么去；只要有衣有食，就当知足。但那些想要发财的人，就陷在迷惑、落在网罗和许多无知有害的私欲里，叫人沉在败坏和灭亡中。贪财是万恶之根；有人贪恋钱财，就被引诱离了真道，用许多愁苦把自己刺透了。——提摩太前书6:6-10

## 天主教观点

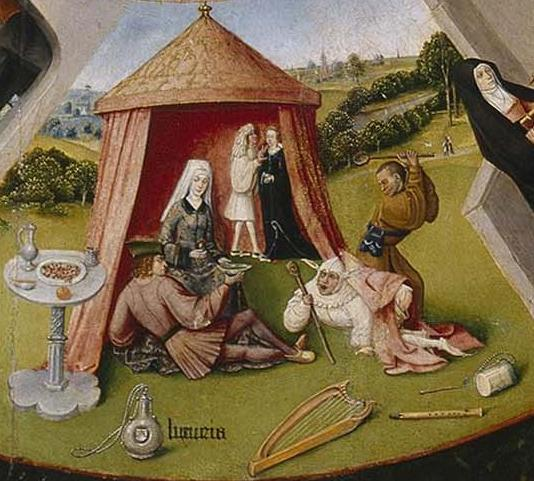
七宗罪与四末日（《淫欲》局部），希罗尼穆斯·博斯绘

天主教会将《申命紀》5:21与《出谷紀》20:17中的“不可贪恋”解读为两个诫命，分别列为第九与第十条。其中，第九条禁止肉体上的情欲（或称“邪情私欲”），第十条则禁止对财物的贪婪与贪求。

### 禁止肉体情欲
第九条诫命禁止的是“内心中蓄意或计划犯奸淫”的欲望，这在第六条诫命中已被明令禁止。若此类思想是出于“明知而自愿”，则即属罪恶。
耶稣在登山宝训中强调了这一点：“我卻對你們說：凡注視婦女，有意貪戀她的，他已在心裏姦淫了她。” 此诫命强调内心态度的重要性，同时承诺：“心裡潔淨的人是有福的，因為他們要看見天主。”
第六端福说：“心裡潔淨的人是有福的，因為他們要看見天主。”清心指那些在以下三方面调和其心志与上主圣洁要求之人：爱德、贞洁（性纯洁）、追求真理和信仰的正统性……清心的人能如天主一样看待事物，接纳他人为邻，把人的身体视作圣神的宫殿，是神圣之美的展现。
尽管洗礼洗净了原罪，受洗者仍须与心中不秩序的情欲斗争。靠着天主的恩宠，人能胜过诱惑：1）通过贞洁的恩赐；2）以意向纯正来寻求履行主旨；3）透过感官的节制与想象的纯化；4）藉着祈祷托付神来抵抗诱惑。
履行第九条诫命亦要求端庄，即“保护人的内在中心”。端庄引导人如何看待他人、如何举止，遵守人的尊严。它鼓励在两性关系中保持耐心与节制，并要求在彼此承诺之前保持纯洁。
感情和身体都有端庄。例如，抵制某些广告或媒体对人身体的偷窥性表现。端庄激发一种生活方式，使人有能力抗拒流行文化的诱惑。各文化对端庄的表达虽异，但其核心皆为对人类尊严的直觉。
除了个人的纯洁和端庄外，天主教还强调社会环境的净化。大众传媒应避免挑起窥淫欲，避免渲染色情，并帮助青年正确认识自由与道德律之间的关系。

### 禁止贪婪与嫉妒他人财物

1909年作品《膜拜玛门神》，由伊芙琳·德·摩根绘制

天主教教义认为，《瑪竇福音》6:21所言“因為你的財寶在那裏，你的心也必在那裏。”，阐明了不可将心系于地上财富。第十条诫命是对第九条的补充，禁止贪图他人财物，因这是导致偷窃与欺诈的根源。贪恋也被视为“眼目的情欲”，引发暴力与不公。《十诫》前几条关于偶像崇拜的诫命同样适用于贪欲之心。
贪欲制造内心混乱，因为它超越了人类合理需求的满足，转而追求不属于己者。 无节制地追求财富与权力、积聚财产均属禁止。 第十条诫命还要求人们排除嫉妒，因为嫉妒是“七宗罪”之一，包括因见他人之物而产生的不满与强烈占有欲。
圣经警告人远离“那棵果樹實在好吃好看，令人羨慕，且能增加智慧”的东西（創世紀3:6），律法与恩典引导人弃绝贪欲，转向圣神。
但是如今，天主的正義，在法律之外已顯示出來；法律和先知也為此作證：就是天主的正義，因對耶穌基督的信德，毫無區別地，賜給了凡信仰的人。（罗马书3:21-22）凡屬於耶穌基督的人，已把肉身同邪情和私慾釘在十字架上了。（迦拉達書5:24）
教义提醒，基督徒应当舍弃一切为跟随基督，正如耶稣称赞耶路撒冷穷寡妇捐出自己全部生活费用。 脱离财物是进入天国的前提。 “神貧的人是有福的”，说明那些自愿节制物质欲望的人更容易寻求属灵的满足。 “我想看见天主”表达了人类的终极渴望——永生之水是对天主之渴望的真正满足。
属基督的人将贪欲钉于十字架，他们靠着天主的恩典，胜过情欲与权力的诱惑。“人縱然賺得了全世界而賠上自己的靈魂，為他有什麼益處？”——《天主教教理》2548–2550

## 新教观点

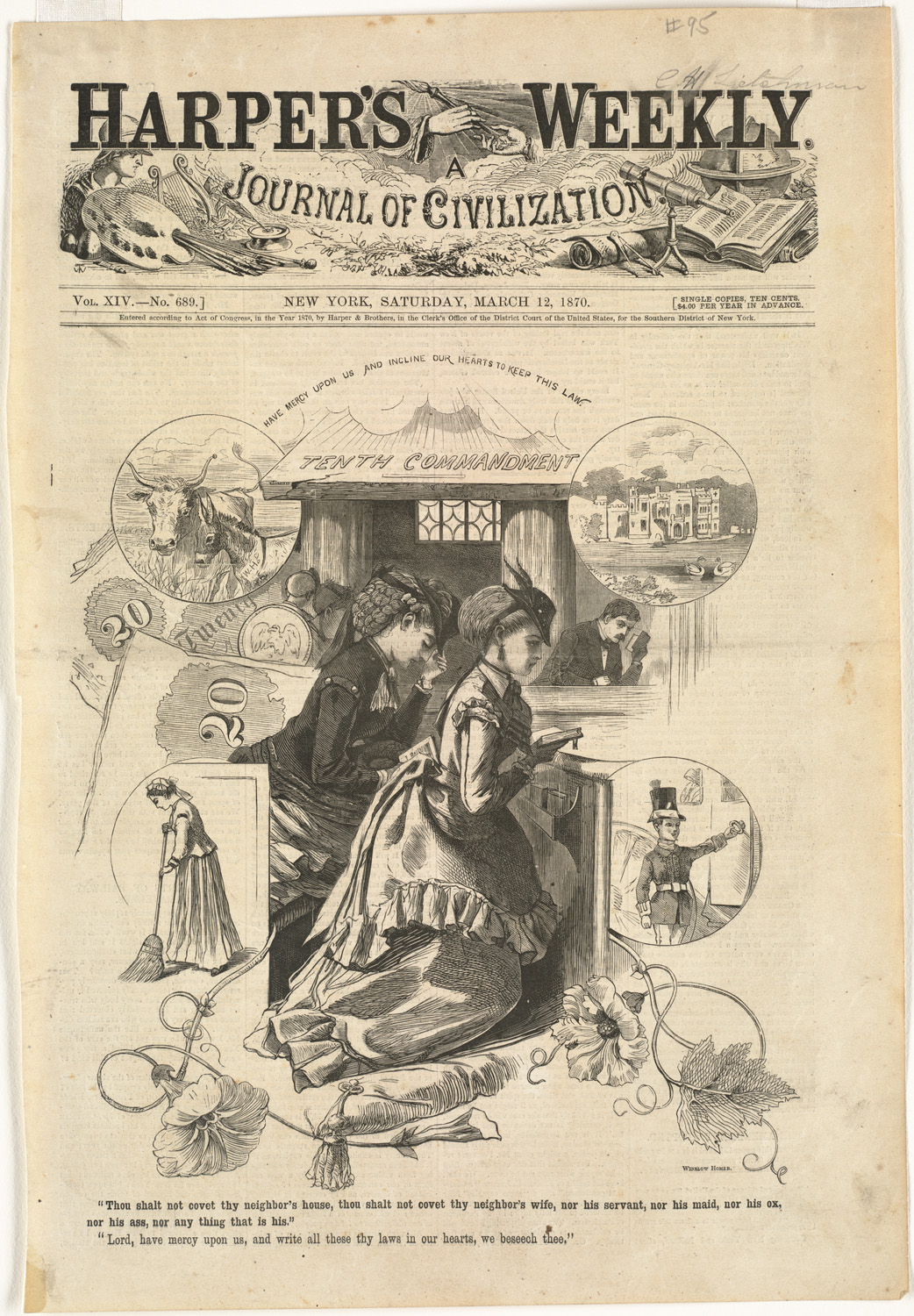
1870年《哈珀周刊》刊登的“第十诫命”插图

马丁·路德认为，人的罪性使人天然不愿看到他人拥有与自己相等的东西，每个人都尽可能多地据为己有，同时却假装自己敬虔。他指出，人心是诡诈的，善于伪装外表，却掩盖内里的诡计与罪行：
我们的本性就是如此：没有人愿意看到别人拥有与自己一样多的东西，每个人都想获取尽可能多的利益，其他人怎样就不管了。我们却装作敬虔，打扮得光鲜亮丽，掩盖内心的邪恶，使用各种巧妙的诡计（如今每日都有更多狡猾的手段出现），甚至引用法律为自己辩护，自夸自己不是卑劣之徒，而是谨慎和聪明。律师和法学家对此推波助澜，扭曲法律词句以适合他们的立场，全然不顾公义与邻人的需要。简言之，在这些事务上谁越狡猾，就越能从法律中获益，就如他们所说的：“法律偏助警醒者”（Vigilantibus iura subveniunt）。——马丁·路德，《大教理问答》
路德指出，第十条诫命并不是针对社会上的恶人，而是针对那些看似虔诚、愿意被称为正直诚实之人的人，因为他们表面上未犯任何外在的罪行。他在遗产与地产争讼中、通过金融手段夺取房产和土地的行为中看见了贪恋。他也批评如希律王在其兄尚在时夺其妻的行为，认为这类行为皆为“贪恋”。
无论这些事如何发生，我们要知道：上帝不愿你夺取邻人之物，使其受损，而你因自己的贪欲得满足，即使你在世人面前显得正当，那也是隐秘地施行不义。即使你看似未伤害任何人，实则已加害于邻人。就算这不被称为“偷窃”或“欺诈”，它也是“贪恋”——即不顾邻人之意愿图谋其物，并不愿他享有上帝所赐的福分。——马丁·路德，《大教理问答》
約翰·加尔文将第十条诫命解读为对内心纯洁的要求，不仅限于外在行为。他区分了“蓄意图谋获得邻人之物”与“内心的贪恋”。在他看来，前者为意志的有意识同意，而后者则可能仅是内心因欲望而被撩动。
就像上主此前命我们以仁爱引导愿望、行为与计划，现在他也命我们以相同方式规正思想，使心意不致堕入败坏歪曲，不让意念走向偏邪。祂既已禁止我们心中滋长愤怒、仇恨、奸淫、偷盗与谎言，现在也禁止我们连意念都不得走上那条路。——加尔文，《基督教要义》
加尔文指出，心中要么充满仁爱之念，要么倾向贪婪欲望。他认为心若充满仁爱，就不会容纳邪情私欲。他也承认种种幻想不断在脑海中浮现，因此劝人操练意志与自律，将心意转离肉体的欲望与激情。他强调，此诫命是神禁止一切邪念之旨意的展现。
马太·亨利认为，第十条诫命从根源上制止了许多罪行，通过禁止一切可能伤害邻人的欲望。他指出，对命运的不满与对他人所拥有的嫉妒，皆被此诫命禁止。人的本性中各样欲望皆需在这条诫命下被纠正。
前几条诫命隐含地禁止一切对邻人有害的行为欲望；而此条诫命则禁止一切自我满足的无度欲求。“但愿那人的房子是我的！那人的妻子是我的！那人的产业是我的！”这便是对自身命运的不满与对邻人的嫉妒，这些正是本诫命主要禁止的。保罗说，当神的恩典使他眼中的鳞片脱落时，他才明白这条诫命“不可贪恋”所禁止的是人内心一切不正当的欲望，是我们堕落本性最初的表现，是一切罪行的起点。若非这条诫命在他心中发出能力，他本不会认知这些欲望的邪恶。——《罗马书》7:7——马太·亨利

## 延伸阅读
- 《犹太研读圣经》，塔纳赫译本。2004年。Adele Berlin、Marc Zvi Brettler、Michael Fishbane主编，犹太出版协会，纽约：牛津大学出版社。ISBN：ISBN 0-19-529751-2
- 《马太·亨利简明圣经注释》（访问于2009年9月2日）
- 《圣经》，英文标准版（ESV）。2007年，Crossway Bibles，伊利诺伊州惠顿。ISBN：ISBN 1-58134-379-5
- 《新耶路撒冷圣经》，1985年版（访问于2009年8月28日）
- 《NIV研读圣经》，1995年。由Kenneth L. Barker、Donald Burdick、John H. Stek、Walter Wessel、Ronald F. Youngblood主编，Zondervan出版社，美国密歇根州大急流城。ISBN：ISBN 0-310-92709-9
- . . 由James Donovan翻译. Lucas Brothers. 1829.